# Касандра (сериал)
Вижте пояснителната страница за други значения на Касандра.
„Касандра“ (на испански: Kassandra) е венецуелска теленовела от 1992-1993 г., продуцирана от РЦТВ и разпространявана от Coral Pictures.. Адаптация е на теленовелата Peregrina, създадена от кубинската писателка и сценаристка Делия Фиайо, която написва и настоящата версия.
Протагонисти са Корайма Торес и Освалдо Риос, който изпълнява две роли - положителна и отрицателна, а антагонисти - Енри Сото, Нури Флорес и Лоли Санчес.
Касандра е една от множеството теленовели, създадени от Делия Фиайо. Теленовелата има висок рейтинг в Латинска Америка. Успехът в световен мащаб довежда до това, че войните, когато сапунената опера се излъчва, спират, както се случва по-рано с друга история на Фиайо - Есмералда, страните, въвлечени във войни започват да искат този формат телевизионни сериали, като ги приемат като културно наследство. Касандра се смята за най-известната испаноезична теленовела в Европа и Азия. Излъчена е в повече от 180 държави и преведена на повече от 40 езика, записана е в Рекордите на Гинес през 1993 г. като най-излъчваната теленовела.

## Сюжет
Действието започва 20 години преди описаните събития, когато странстващ цирк се настанява в предградията на Каракас.
Андреина Ароча, дъщеря на богат земевладелец, е очарована от клоуните, животните и циганката гледачка, която може да предсказва бъдещето. Гадателката предрича трагична съдба на Андреина и я предупреждава, че пътищата им отново ще се пресекат. Година по-късно циркът се завръща, а Андреина умира от неизлечима болест след раждането на малкото си момиченце. В същото време мащехата на Андреина – Ерминия, зла и честолюбива жена, разбира, че циганка и нейното дете са умрели при раждането. Ерминия има синове близнаци от предишен брак и иска те да бъдат единствените наследници на състоянието на Ароча. Тя съставя коварен план и го изпълнява с помощта на верен съюзник. През нощта той изпълнява плана на Ерминия. Заменя безжизненото тяло на циганското дете със здравото момиченце на Андреина. На следващия ден циркът напуска града.
Минават години. Циркът отново се завръща, а там е и Касандра- порасналата вече дъщеря на Андреина, която е станала красива жена. Съгласно циганските традиции, жената, която е отгледала Касандра, нейната предполагаема баба, е дала дума Касандра да се ожени за Ранду, грубоват младеж, наложил се като лидер на племето. В първата нощ след пристигането на цирка в града, по време на танц на Ранду с неговата бъдеща съпруга, очите на Касандра улавят погледа на друг човек. Очите им се срещат и са силно привлечени един от друг. Това е Луис Давид - един от синовете на Ерминия. По-късно двамата се срещат под звездите на склона край града. На следващия ден Луис Давид напуска града. Скоро след това неговият брат Игнасио разбира, че Касандра е истинската наследница на състоянието на Ароча. Измамва я и се жени за нея. Една нощ по време на техния съдбоносен меден месец, Игнасио е убит загадъчно.
В опита си да открие убиеца на брат си, Луис Давид се завръща като се представя за Игнасио. Подозренията му падат върху Касандра, красивата млада циганка, която от много скоро познава съпруга си и вярва, че Луис Давид е нейният съпруг.

## Версии
Касандра е базирана на историята на Делия Фиайо Peregrina, която първоначално е била предвидена за сценарий на радионовела, която писателката създава в родната си Куба. Други версии, направени по нея, са:
- Peregrina, венецуелска теленовела, продуцирана от Venevisión през 1973 г., режисирана от Грацио Д'Анджело, с участието на Ребека Гонсалес, Хосе Бардина и Хосе Луис Силва.
- La muchacha del circo, венецуелска теленовела, продуцирана от RCTV през 1989 г., режисирана от Тито Рохас, с участието на Катрин Фулоп, Фернандо Карийо и Мигел Алкантара. Поради юридически проблеми записите на теленовелата са прекъснати, а след това е излъчена във формата на мини теленовела.
- Перегрина, мексиканска теленовела, продуцирана за Телевиса от Натали Лартио през 2005-2006 г., режисирана от Мигел Корсега и Виктор Родригес, с участието на Африка Савала и Едуардо Капетийо.
- Принцесса цирка, руска теленовела от 2008 г.

## В България
В България теленовелата е излъчена за пръв път през 1996 г. по Нова телевизия и Евроком Пловдив с дублаж на български. Ролите се озвучават от Силвия Русинова, Антония Драгова, Калина Попова, Силва Аврамова, Ангелина Славова, Илиана Китанова, Василка Сугарева, Иван Танев, Александър Воронов, Даниел Цочев, Васил Бинев и Стефан Сърчаджиев-Съра. 
На 2 август 2010 г. започва излъчване по Диема Фемили. От 29 ноември 2011 г. до 26 юни 2012 г. започва второ повторно излъчване. Дублажът е записан наново. Ролите се озвучават от Ася Братанова, Даниела Йорданова, Лиза Шопова, Симеон Владов, Емил Емилов и Стефан Сърчаджиев-Съра.